# Янышев, Санджар Фаатович
Санджа́р Фаа́тович Я́нышев (род. 1972, Ташкент, Узбекская ССР, СССР) — русский поэт, переводчик с узбекского языка. Окончил факультет русской филологии Ташкентского университета. С 1995 года переехал в Москву.
Один из основателей объединения «Ташкентская поэтическая школа», Ташкентского открытого фестиваля поэзии и альманаха «Малый шёлковый путь». Составитель двуязычной антологии современной поэзии Узбекистана «Анор/Гранат» (М., 2009). Представитель группы «Поколение тридцатилетних». Лауреат поощрительной молодёжной премии «Триумф» за 2001 год. Стихи и переводы публиковались в журналах «Звезда Востока» (Узбекистан), «Знамя», «Октябрь», «Арион», «Дружба народов», «Новый мир», «Новая Юность» (Россия), «Книголюб» (Казахстан), «Интерпоэзия» (США), альманахе «Малый шёлковый путь» (Узбекистан), антологиях «10/30» (М., 2001), Contemporary Russian Poetry (2008), «Анор/Гранат» (М., 2009) и др.

## Сочинения
- Янышев С. Ф. Червь. — СПб., 2000.
- Янышев С. Ф. Офорты Орфея. — М., 2003.
- Янышев С. Ф. Регулярный сад. — М., 2005.
- Янышев С. Ф. Природа. — М., 2007.
- Янышев С. Ф. Стихотворения. — М. : Арт Хаус Медиа, 2010. — 200 с. — ISBN 978-5-902976-49-3.